# Moheda socken
Moheda socken i Småland ingick i Allbo härad i Värend, ingår sedan 1971 i Alvesta kommun och motsvarar från 2016 Moheda distrikt i Kronobergs län.
Socknens areal är 89,50 kvadratkilometer, varav land 81,14. År 2000 fanns här 2 989 invånare. Tätorten Torpsbruk samt tätorten Moheda med sockenkyrkan Moheda kyrka ligger i socknen. 

## Administrativ historik
Moheda socken har medeltida ursprung.
Vid kommunreformen 1862 övergick socknens ansvar för de kyrkliga frågorna till Moheda församling och för de borgerliga frågorna till Moheda landskommun.  Denna senare utökades 1952 innan den 1971 uppgick i Alvesta kommun.
1 januari 2016 inrättades distriktet Moheda, med samma omfattning som församlingen hade 1999/2000.
Socknen har tillhört samma fögderier och domsagor som Allbo härad. De indelta soldaterna tillhörde Kronobergs regemente, Norrvidinge kompani och Smålands grenadjärkår, Sunnerbo kompani.

## Geografi
Moheda socken ligger kring södra delen av sjön Stråken vid ett biflöde till Mörrumsån. Socknen består av kuperad skogsbygd.

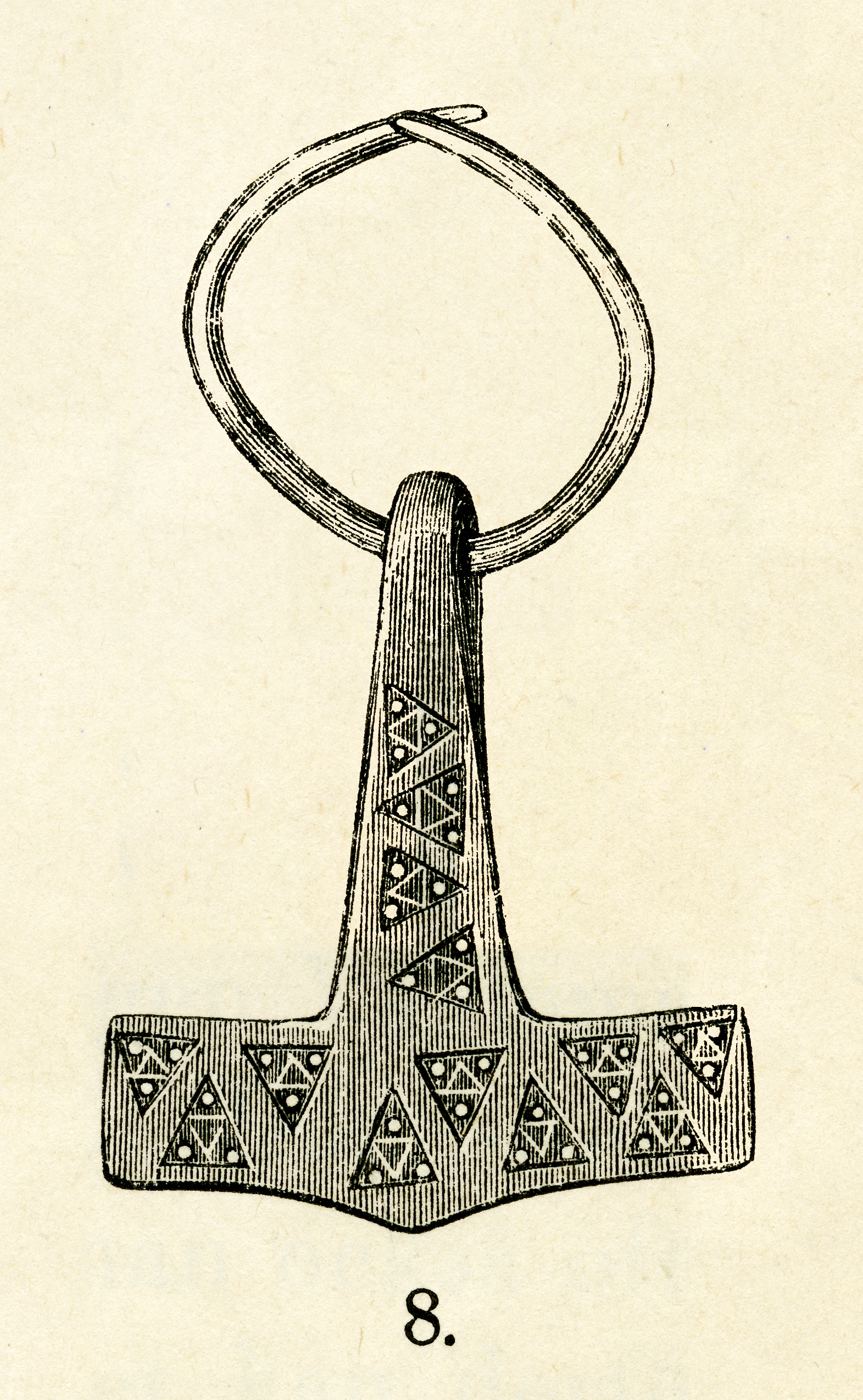
Vikingatida torshammare funnen 1828 av en soldat på ett soldattorp under Gydingsgård i Horda by i Moheda socken.

## Fornminnen
Tre hällkistor från stenåldern, ett 20-tal gravrösen från bronsåldern och fem mindre järnåldersgravfält är kända.
I Horda påträffade korpral Olof Jönsson Käck 1828 en ganska stor bitsilverskatt, innehållande såväl smycken som mynt. Upphittaren påträffade även skärvor av det lerkärl som depåfyndet förvarats i. Depåfyndet bestod av en större samling bitsilver och ett par hela smycken (armring, halsring, tackor, ringar och tenar, sönderhugget ringspänne med mera) samt en samling på runt 350 silvermynt. Mynten är såväl kufiska, det vill säga arabiska, som tyska och anglosaxiska mynt, dessa senare präglade för Ethelred II av England. Sällsynt nog ingick även ett par små guldstycken samt en vacker gjuten torshammare. Guldet utgjordes av fem avhuggna tenar, tre tunna band samt en vacker ring.    
Ett flertal gravar och dylikt har påträffats i socknen. Vid Moheda järnvägsstation anträffades i ett jordblandat gravröse ett dussin spikar samt brända ben. En intressant gravhög vid Ryd Östregård, som redan vid utgrävningen var väldigt skadad, innehöll bland annat ett svärd, två spjutspetsar, en sköldbuckla och ett sköldhandtag, en kniv samt några beslag av brons. Gravens övriga innehåll var ganska ointressant: järnbitar, en sölja, märla, en pryl och en kil, alltsammans av järn, vidare några bronsbleck och ett krossat lerkärl. Socknens enda vikingatida grav anträffades i Vegby Storegård vid planering för ladugårdstomten, då man skulle avlägsna ett besvärligt stenröse. I röset fann man, jämte förmultnade ben och kol, minst två ovala spännbucklor av brons, ett runt spänne, en försmält blå glaspärla samt ett par småbitar av järn och brons.     

## Namnet
Namnet (1334 Moadhe), taget efter kyrkbyn, har förledet mo (sandhed), efterledet är antingen vad eller ede, väg.

### Fotnoter
1. 1 2 3  Svensk Uppslagsbok Moheda socken
2. 1 2  Harlén, Hans; Harlén Eivy (2003). Sverige från A till Ö: geografisk-historisk uppslagsbok. Stockholm: Kommentus. Libris 9337075. ISBN 91-7345-139-8
3. ↑  Administrativ historik för Moheda socken (Klicka på församlingsposten). Källa: Nationella arkivdatabasen, Riksarkivet.
4. 1 2  Sjögren, Otto (1931). Sverige geografisk beskrivning del 2 Östergötlands, Jönköpings, Kronobergs, Kalmar och Gotlands län. Stockholm: Wahlström & Widstrand. Libris 9939
5. 1 2 3  Nationalencyklopedin
6. ↑  Fornlämningar, Statens historiska museum: Moheda socken
7. ↑  Fornminnesregistret, Riksantikvarieämbetet: Moheda socken Fornminnen i socknen erhålls på kartan genom att skriva in sockennamn (utan "socken") i "Ange geografiskt område"
8. ↑   mo i Nationalencyklopedins nätupplaga. Läst 11 november 2014.